# Carabina Colt Lightning
La Colt Lightning era una carabina de corredera estadounidense, producida entre fines del siglo XIX e inicios del siglo XX.

## Historia y desarrollo
Fue fabricada por la Colt's Manufacturing Company desde 1884 hasta 1904, originalmente calibrada para el cartucho .44-40 Winchester. La Colt finalmente produjo la Lightning con cajones de mecanismos en tres tamaños distintos, para poder emplear una amplia variedad de cartuchos, desde el .22 Corto y el .38-40 Winchester, hasta el .50-90 Sharps. Su perfil tiene cierto parecido con el de los fusiles y carabinas de corredera que disparaban cartuchos de percusión anular producidos por la Winchester Repeating Arms Company y la Remington Arms. La Lightning fue empleada como arma de cacería en los Estados Unidos y fue adoptada por el Departamento de Policía de San Francisco, pero nunca fue tan popular o fiable como los diversos fusiles y carabinas de palanca de la época.

## Variantes
La Colt Lightning con cajón de mecanismos mediano fue fabricada entre 1884 y 1909. Los registros de la Colt indican que se produjeron 89.777 unidades calibradas para los cartuchos .32-20 Winchester, .38-40 Winchester y .44-40 Winchester, como complemento al revólver Colt Single Action Army. Estaba disponible en dos versiones: un fusil con cañón de 660 mm (26 pulgadas) de longitud y depósito tubular para 15 cartuchos, y una carabina con cañón de 510 mm (20 pulgadas) de longitud y depósito tubular para 12 cartuchos. El Departamento de Policía de San Francisco compró 401 fusiles. Todos tenían un cañón de 660 mm de longitud, disparaban el cartucho .44-40 Winchester y tenían estampado en el resalte inferior del cajón de mecanismos los números de serie S.F.P 1 hasta S.F.P 401.
El Colt Lightning con cajón de mecanismos pequeño (también llamado "Colt Lightning Segundo Modelo") fue el primer fusil para cartuchos de percusión anular de la Colt y fue producido entre 1887 y 1904 como un arma para tiro informal y en galería. Los registros de la Colt indican que se produjeron 89.912 unidades calibradas para los cartuchos .22 Corto y .22 Long. Su cañón tenía una longitud de 610 mm (24 pulgadas), su acabado era pavonado, su martillo estaba hecho de acero templado, así como una culata de madera de nogal.
El Colt Lightning con cajón de mecanismos grande (también llamado "Modelo Express") fue un fusil fabricado entre 1887 y 1894. Los registros de la Colt indican que se produjeron 6.496 unidades, calibradas para cartuchos de caza mayor tales como el .38-56-255 y el .50-95 Express. La longitud de su cañón era de 560 mm (22 pulgadas) o 710 mm (28 pulgadas).

## Versiones modernas
Las réplicas de fusiles y carabinas Lightning son producidas por empresas como Uberti, Taurus y Pedersoli, para cacería, recreación histórica y competiciones tales como tiro de acción cowboy, calibradas para los cartuchos .38 Special, .357 Magnum, .44-40 Winchester y .45 Colt. De estos cartuchos, solamente el .44-40 Winchester era el que originalmente empleaba la Lightning cuando era producida por la Colt.

## Galería

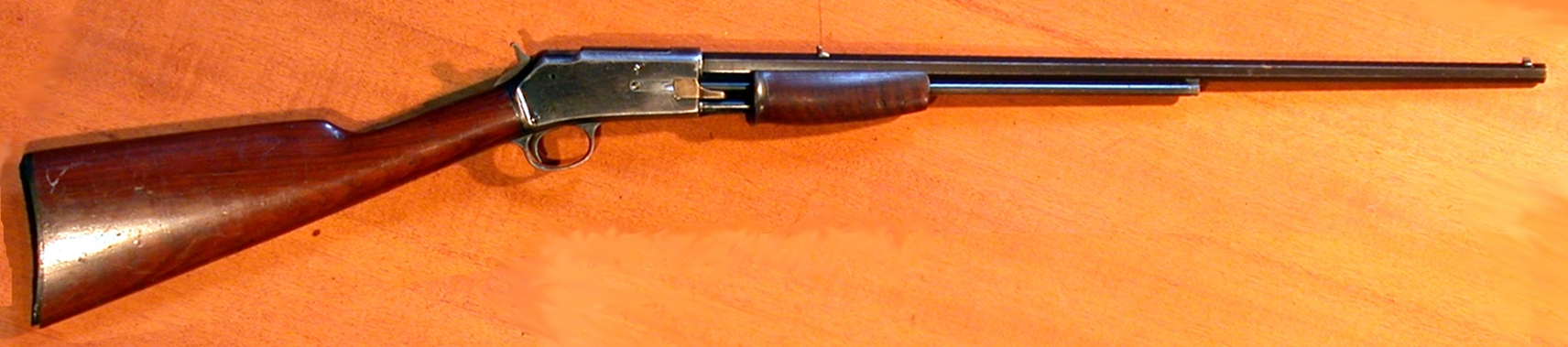
Una Colt Lightning de 5,5 mm.
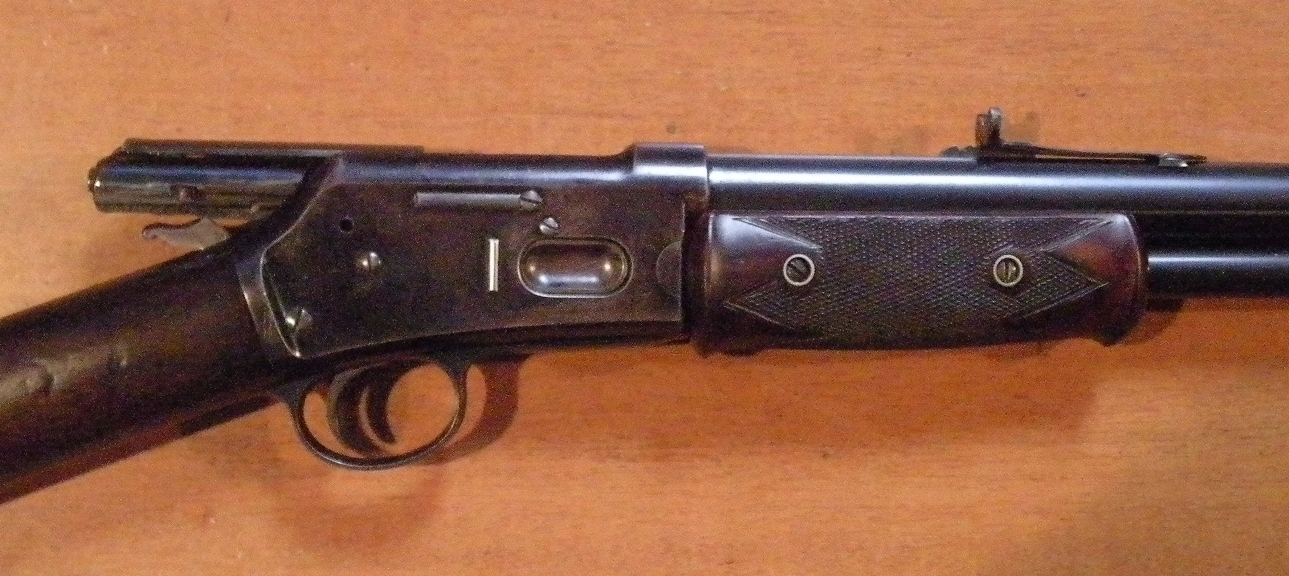
Detalle del cerrojo abierto de una Colt Lightning.
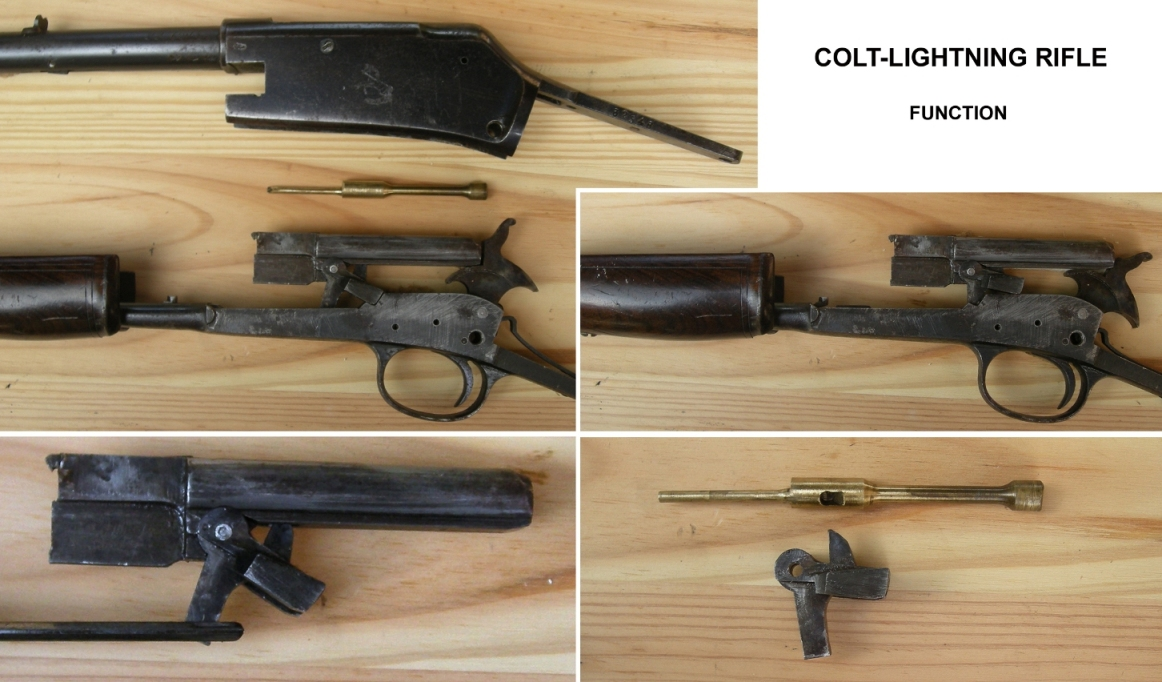
Funcionamiento de la Colt Lightning.
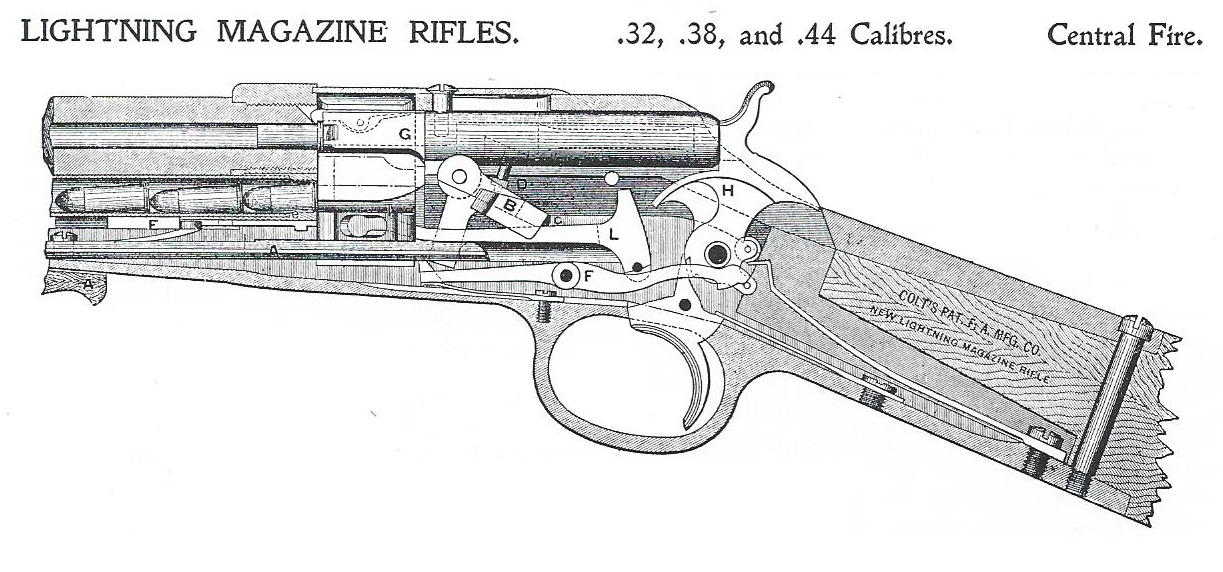
Diagrama del cajón de mecanismos de la Colt Lightning.